# Visitationszone
En visitationszone eller besigtigelses- og visitationszone er et afgrænset område, indenfor hvilket politiet uden en konkret mistanke om at et strafbart forhold er begået af den pågældende, kan visitere borgere og undersøge tøj og tasker. Formålet er at kontrollere, om de forbipasserende bærer ulovlige knive eller våben på sig. Politiet kan også gennemsøge biler og andre køretøjer i zonen.
Visitationszoner etableres med lovhjemmel i Politilovens § 6, der bl.a. fastslår at Politidirektøren skal give en skriftlig begrundelse for etableringen af zonen, dens udstrækning og det tidspunkt, beslutningen gælder for.
Visitationszone er ikke det samme som skærpet strafzone. Der kan dog være overlap i tid og sted.
Med baggrund i de danske erfaringer har visitationszoner været diskuteret blandt svenske politikere.

## Ekstern henvisning
- Oversigt over nuværende og tidligere visitationszoner